# Ococsü cse ven
Az Ococsü cse ven (kínaiul: 惡作劇之吻, pinjin: Èzuòjù zhī wěn), angol címén It Started With a Kiss egy 2005-ben készült tajvani romantikus vígjáték-drámasorozat, melyet a CTV vetített. A történet alapja az Itazura na Kiss (イタズラなKiss, Mischievous Kiss) című japán manga. A sorozat hozta meg a népszerűséget a tajvani modell, Joe Cheng számára. A sorozathoz Ocuocsü er ven címmel folytatás is készült. 2006-ban a fülöp-szigeteki ABS CBN csatorna is megvette a sugárzási jogokat.

## Szereplők
- Jüan Hsziang-csin (Yuan Xiang Qin): Ariel Lin
- Csiang Cse-su (Jiang Zhi Shu): Joe Cheng
- Csin Jüan-feng (Jin Yuan Feng) (Ah Csin (Ah Jin)): Jiro Wang
- Pej Ce-jü (Pei Zi Yu): Tiffany Hsu

## Történet
A butuska középiskolás lány, Jüan Hsziang-csin (Yuan Xiang Qin) reménytelenül szerelmes az iskola legjobb tanulójába, Csiang Cse-su (Jiang Zhi Shu)ba. A fiú igazi zseni, sosem kell tanulnia órák után, 200-as IQ-val rendelkezik, és esze ágában sincs a rossz tanuló, semmihez sem értő, buta Hsziang-csin (Xiang Qin)nel foglalkozni. Ráadásul a lány szerelmes levelet ír neki, amit aztán az egész iskola elolvas, és jól megalázzák a visszautasított lányt. 
A szerencsétlenségek sora nem ér ezzel véget, Hsziang-csin (Xiang Qin) és papája új házba költöznek, ami aztán egy enyhe földrengéstől azonnal össze is dől, s fedél nélkül maradnak. Jüan (Yuan) papa rég nem látott iskolai legjobb barátja, Li jelentkezik náluk, és felajánlja, hogy náluk lakhatnak. A beköltözéskor kiderül, hogy a nagylelkű és nagyon gazdag Li nem más, mint Csiang Cse-su (Jiang Zhi Shu) édesapja. Hsziang-csin (Xiang Qin)nek így egy fedél alatt kell laknia a fiúval, akibe szerelmes, és aki ridegen, hidegen viselkedik vele és folyton megalázza. Közben pedig Hsziang-csin (Xiang Qin) szívéért harcol osztálytársa, Ah Csin (Ah Jin), a lány azonban nem akar tudomást venni a fiúról. Felbukkan Pej Ce-jü (Pei Zi Yu) is, aki harcba száll Csiang Cse-su (Jiang Zhi Shu) figyelméért. 

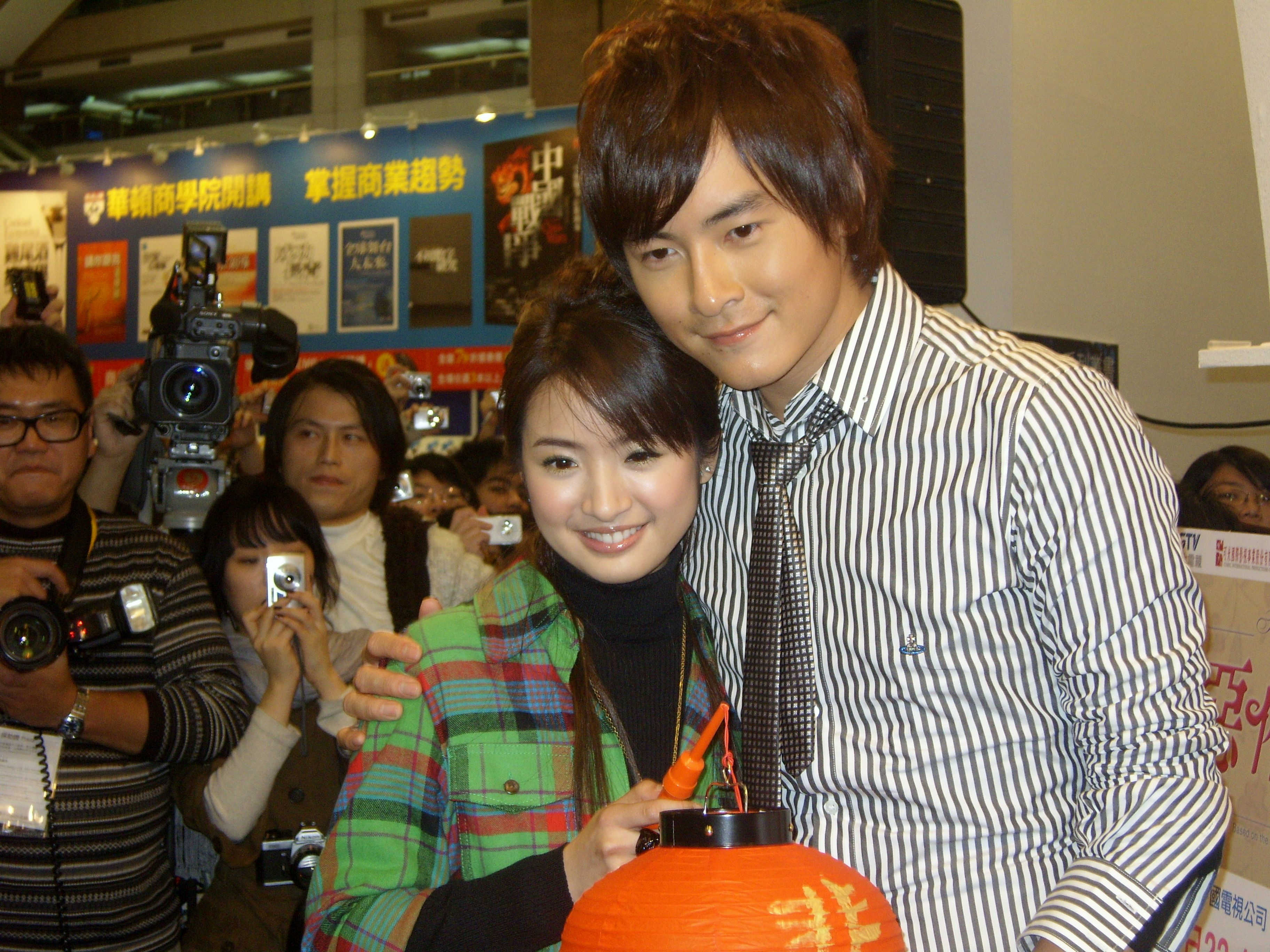
Ariel Lin és Joe Cheng egy médiaeseményen, 2008-ban

Hsziang-csin (Xiang Qin) trükkel ráveszi a fiút, hogy segítsen neki felkészülni egy nehéz vizsgára, s tanulás közben a fiú elkezdi megkedvelni a hebehurgya a lányt, bár még magának sem meri ezt beismerni.